# 澤萊內亞爾 (扎波羅熱州)
47°6′4″N 35°57′51″E / 47.10111°N 35.96417°E
澤萊内亞爾（烏克蘭語：Зелений Яр）是位於烏克蘭東南部的村莊，由扎波羅熱州別爾江斯克區的切爾尼希夫卡市鎮負責管轄。該村處於阿潘雷河畔，距離希羅基亞爾3.5公里，始建於1835年，面積1.33平方公里，海拔高度85米，2001年人口156。